# Porta Mugonia
Porta Mugonia, även benämnd Vetus Porta Palatii, var en av de portar i den mur, murus Romuli, som omgärdade Roma quadrata, det Rom som grundades av Romulus på Palatinen. Porta Mugonia var belägen i nordost, Porta Romanula i väster och en tredje port i sydväst. Porta Mugonia var belägen i närheten av Jupiter Stators tempel.
Enligt en teori kommer ”mugonia” av mugientes, latin för ”nötkreatur” eller ”nötboskap”; boskapen ska ha letts in och ut genom porten. Enligt Varro härleds ”mugonia” från mugitus, ”bölande”, ”råmande”, det vill säga nötboskapens läte.